# TREX
TREX (Tree Regular Expressions for XML) は、マークアップ言語XMLのスキーマ言語の一つである。
TREXで記述されたスキーマは、それ自身がXML文書である。
TREXは、W3C XML Schema と比べて仕様が簡潔である。 
TREXは、ジェームズ・クラークによって設計された。
なおクラークがTREXを設計したのとほぼ同じ時期に、村田真などの人々も、別の新しいスキーマ言語RELAX (Regular Language description for XML) を開発していた。
クラークと村田は、TREX と RELAX Core に基づいて、この2つのスキーマ言語を統合して RELAX NG を設計した。
RELAX NG の文法は、TREX の文法を発展させて設計された。
TREX の文法と RELAX NG の文法は、よく似ている。

## TREX で記述されたスキーマを使う例
一冊の書籍 (book) を記述するための簡単なXML文書のためのスキーマを定義することを、考える。
一冊の書籍は、一つもしくは複数の (one or more) ページ (page) の並びとして定義される。
おのおののページは、テキストのみを含む。
一冊の書籍を記述するXML文書インスタンスの例を次に示す。
```
<?xml version="1.0" encoding="UTF-8"?>

<book>

  
<page>
これは1ページです。
</page>

  
<page>
これは2ページです。
</page>

</book>

```

この書籍のXML文書のスキーマは、TREXでは次のように記述することができる。
```
<?xml version="1.0" encoding="UTF-8"?>

<grammar
 
xmlns=
"http://www.thaiopensource.com/trex"
>

  
<start>

    
<element
 
name=
"book"
>

      
<oneOrMore>

        
<ref
 
name=
"page"
/>

      
</oneOrMore>

    
</element>

  
</start>

  
<define
 
name=
"page"
>

    
<element
 
name=
"page"
>

      
<anyString/>

    
</element>

  
</define>

</grammar>

```

## TREXの実装
TREX の妥当性検証器 (バリデータ) の実装として利用可能なものの一部を示す。
オープンソースであり無償で利用することができる。
- Sun Multi-Schema Validator (MSV) - TREX、RELAX Core 、RELAX Namespace 、RELAX NG 、DTD 、W3C XML Schema による妥当性検証を行う。サン・マイクロシステムズ、川口耕介

## ファイル名の接尾辞 (拡張子)
非公式的な慣習として、TREXで記述されたスキーマ (パターン) は、ファイルの名称の接尾辞 (拡張子) として ".trex" が使われている。